# 宮原輝夫
宮原 輝夫（みやはら てるお　1966年 - ）は、日本の建築家。
東京都生まれ。1990年より竹中工務店に勤務後、1999年に宮原建築設計室を設立。群馬大学工学部社会環境デザイン工学科、日本大学生物資源科学部等で非常勤講師も務める。
主な作品に、「House_K」2000、「House_TTN」2005、「House_Uc」2005、「House_Sz」2008、「House_IM」2012などがある。受賞歴は、2006年に日本建築家協会優秀建築選に入選、2010年に日本建築学会 作品選集に入選、第14回 Tepco快適住宅コンテスト 優秀賞、2014年に第40回 東京建築賞 戸建住宅部門 優秀賞、2016年にAsia Interior Design Award Special Residence部門 金賞など。